# Doopsgezinde kerk (Zaandam)

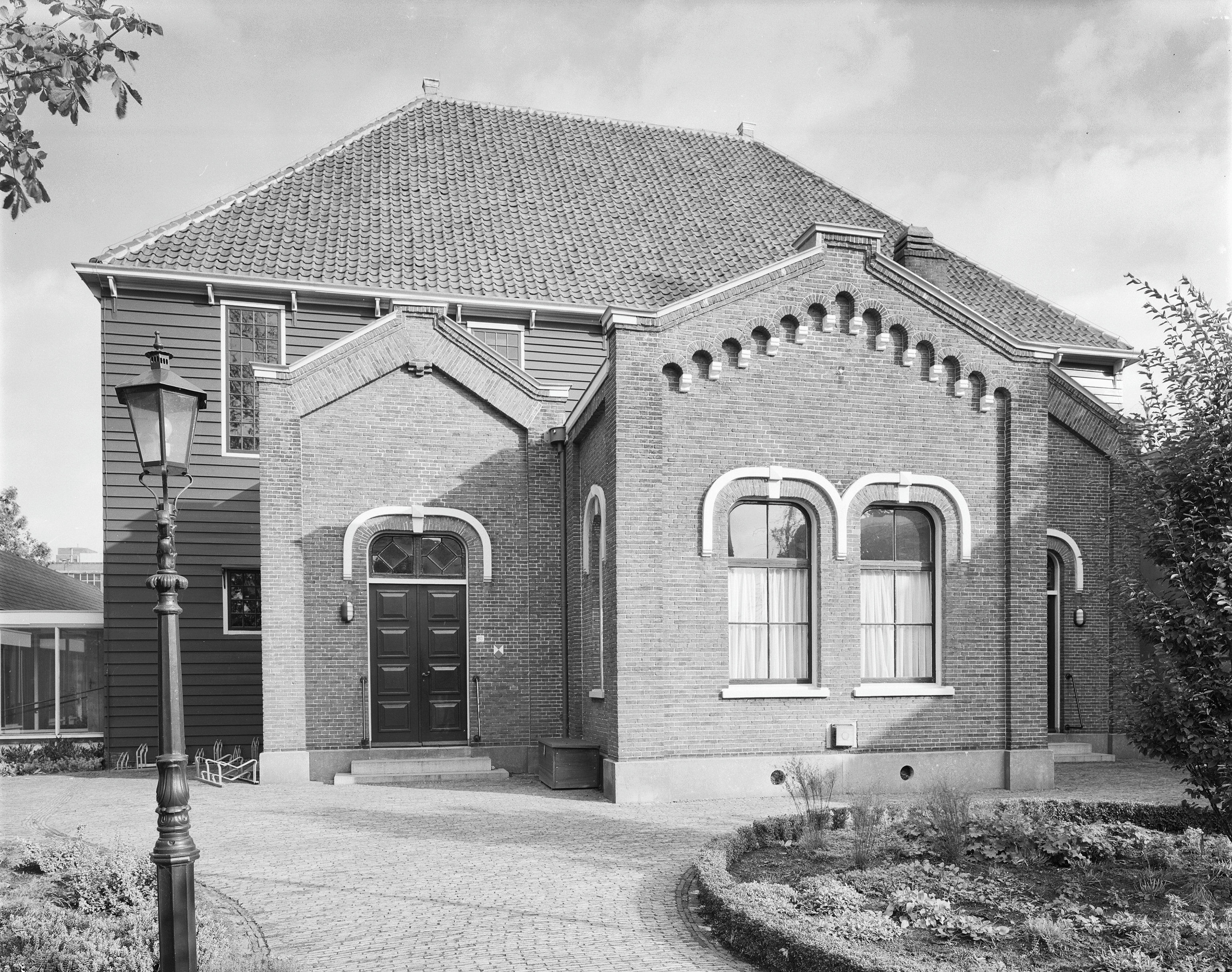
Voorgevel van Het Nieuwe Huys

De Vermaning Het Nieuwe Huys is een eenvoudig, maar stemmig, houten doopsgezind kerkgebouw (vermaning) in het centrum van Zaandam.

## Geschiedenis van de Zaanse Doopsgezinden
Reeds in 1530 waren er Zaanse Doopsgezinden. In 1543 ontstond er een Doopsgezinde Gemeente in de buurtschap 't Kalf. Zij verwierven welvaart door handel en scheepvaart. Hierdoor en door de betrekkelijke veiligheid kwamen er meer Doopsgezinden naar deze streek.
Na 1578 was er geen geloofsvervolging meer en ook de Tachtigjarige Oorlog was toen in deze streken voorbij. Er waren nu meerdere soorten Doopsgezinden, zoals: de Friezen (die door immigratie hierheen waren gekomen) en de Waterlanders. De Friezen bouwden in 1628 hun Vermaning Het Oude Huys, de Waterlanders bouwden een vermaning aan de Oostzijde, en in 1649 ook een aan het Dampad in West-Zaandam. Dan waren er nog de Vlamingen, die in 1649 een Vermaning bouwden aan het Stikkelspad (de huidige Stationsstraat). Er waren nog een aantal andere groepen Doopsgezinden, zoals de Groninger Oude Vlamingen en het Aris Jansz Volk.
In 1687 fuseerden de Vlamingen en de Waterlanders. Ze bouwden een nieuwe Vermaning die Het Nieuwe Huys ging heten. Delen van het meubilair waren afkomstig van de oude Vermaning aan het Dampad. De Vermaning aan het Stikkelspad werd in 1714 verbouwd en als wees- en armenhuis in gebruik genomen. Dit gebouw bestaat nog altijd.
In 1784 kwam er een orgel, dat gebouwd was door de Rotterdamse orgelbouwer Johannes Petrus Künckel. Nadat in 1841 een fusie met de Friezen plaatsvond werd het houten voorhuis door een bakstenen gebouw vervangen. In 1948 was er weer een fusie, nu met de Waterlanders van Zaandam-Oost. Nadat het orgel in 1970 door Flentrop werd gerestaureerd, nam men in 1980 en 1981 ook de restauratie van Het Nieuwe Huys ter hand.